# Fritz Aschinger
Fritz Aschinger (* 27. September 1894 in Berlin; † August 1949 ebenda) war ein deutscher Gastronom, der von seinem Vater August und dessen Bruder Carl Aschinger den lange Zeit größten Gastronomiebetrieb Europas, die Firma Aschinger in Berlin, erbte.

## Leben

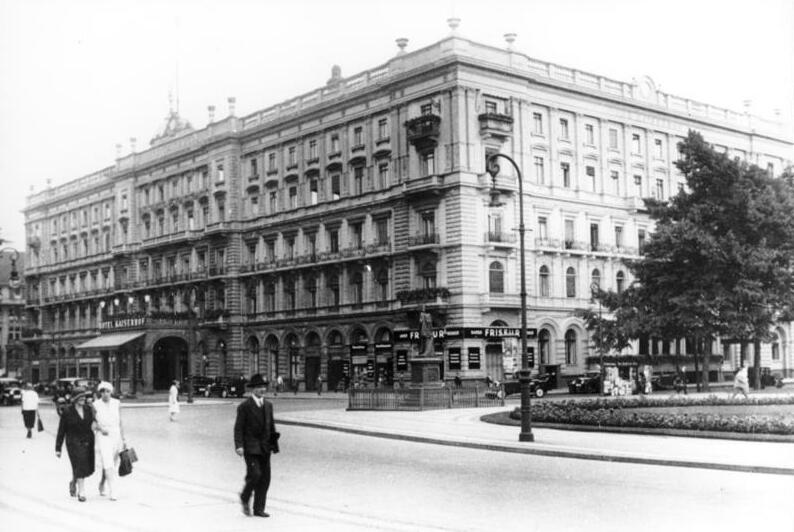
Das Hotel Kaiserhof, 1931

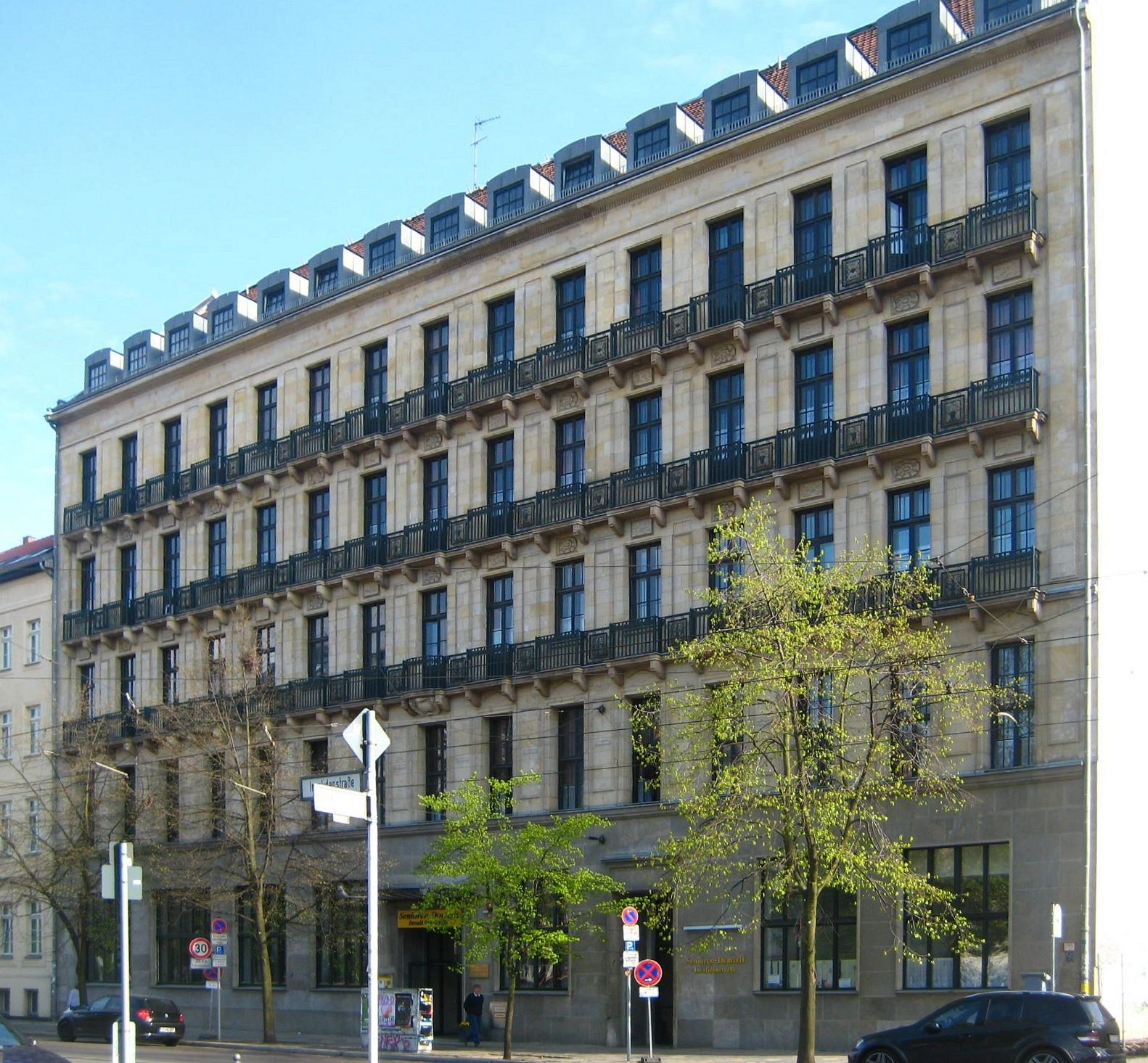
Hotel Baltic

Das Central-Hotel lag direkt südlich des Berliner Central-Bahnhofs Friedrichstraße

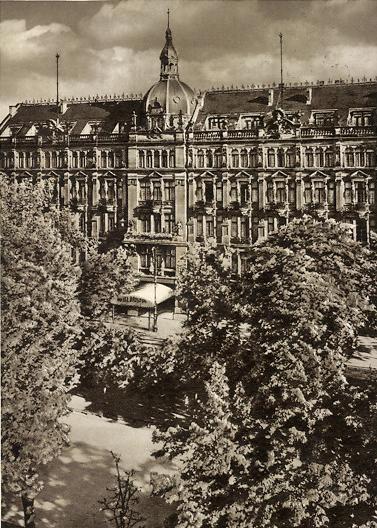
Hotel Bristol an der Straße Unter den Linden, Berlin, um 1910

Fritz war der einzige Sohn des Berliner Gastronomen August Aschinger und dessen Ehefrau Helene geborene Neumann, die dieser im April 1888 in Berlin geheiratet hatte. Aus dieser Ehe ging weiterhin die Tochter Elisabeth Aschinger († August 1949 in Freiburg im Breisgau), seit 1912 verheiratet mit Alexander Kermektschiew, hervor.

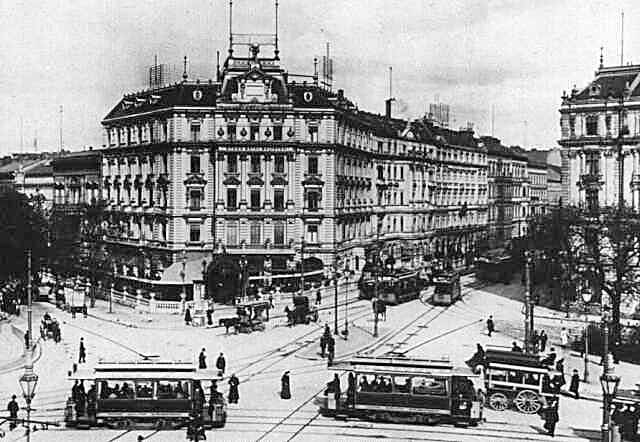
Grand-Hotel Bellevue am Potsdamer Platz, 1903

Nach dem frühen Tod des Vaters im Jahre 1911 erbte er die von seinem Vater und dessen Bruder Carl Aschinger im Jahre 1892 gegründete Firma Aschinger, die sich zum größten Gastronomiebetrieb Europas entwickelt hatte. Um die Direktion des Aschinger Aktiengesellschaft zu übernehmen, war Fritz Aschinger noch zu jung, sodass sein Vater kurz vor dem Ableben Hans Lohnert zum Generaldirektor des Unternehmers einsetzte und diesen gleichzeitig zum Nachlassverwalter ernannte.
Nach Abschluss einer Berufsausbildung in der eigenen Firma trat Fritz Aschinger nach dem Ende des Ersten Weltkrieges in den Vorstand der Firma ein und übernahm den Direktorenposten. Gemeinsam mit Hans Lohnert trug er auch während der Inflationszeit zur Expansion des Unternehmens bei. 1924 wurde zusätzlich die "Berliner Hotelgesellschaft" (unter anderem Hotel Kaiserhof und Hotel Baltic) und zwei Jahre später die "Hotelbetriebs-Aktien-Gesellschaft" erworben. Mit dem Erwerb der Hotelbetriebs-Aktiengesellschaft sicherte sich Aschinger weitere Hotels der Luxuskategorie wie die Hotels Bristol, Bellevue und das Central-Hotel in Berlin. 
Im Zuge der Enteignung („Arisierung“) des Kempinski-Konzerns übernahm Fritz Aschinger Ende 1936 auch das Haus Vaterland von Kempinski. Am 16. November 1937 beantragte er die Aufnahme in die NSDAP und wurde rückwirkend zum 1. Mai desselben Jahres aufgenommen (Mitgliedsnummer 5.379.776), aber offenbar wurde die Mitgliedschaft dann 1940 abgelehnt und gelöscht.
Im Zweiten Weltkrieg wurden 80 Prozent der Aschinger-Lokale zerstört, sodass sich der Neuanfang schwierig gestaltete, zumal die meisten Hotels und Lokale im sowjetischen Sektor von Berlin lagen. Im Mai 1947 übernahm die Deutsche Treuhandstelle zur Verwaltung beschlagnahmter Güter von Kriegsverbrechern und exponierten Faschisten die Verwaltungszentrale des Unternehmens. Die im Ostteil gelegenen Filialen wurden nach der entschädigungslosen Enteignung 1949 der neu entstehenden HO zugeordnet. Kurz nach der Enteignung schieden Fritz Aschinger und auch seine Schwester Elisabeth Kermektschiew durch Suizid aus dem Leben.